# Christopher Glyn, 7. Baron Wolverton
Christopher Richard Glyn, 7. Baron Wolverton (* 5. Oktober 1938; † 24. Januar 2011) war ein britischer Adliger und Politiker.

## Leben
Er war der älteste Sohn von John Patrick Riversdale Glyn, 6. Baron Wolverton und dessen Gattin Audrey Margaret Stubbs.
Er wurde am Eton College ausgebildet und diente als Lieutenant der Grenadier Guards in der British Army.
Beim Tod seines Vaters am 4. Juli 1988 erbte er dessen Adelstitel, einschließlich des damit verbundenen Sitzes im House of Lords. Im Parlament schloss er sich der Fraktion der Crossbenchers an und hielt am 23. November 1989 seine Antrittsrede. Mit dem Inkrafttreten des House of Lords Act schied er am 11. November 1999 aus dem Parlament aus.
1961 heiratete er in erster Ehe Carolyn Jane Hunter. Aus dieser Ehe, die 1967 geschieden wurde, hatte er zwei Töchter:
- Sara-Jane Glyn (* 1963) ⚭ John Francis O’Callaghan;
- Amanda Camilla Glyn (* 1966) ⚭ Mark Berry.

1975 heiratete er ein zweiter Ehe Frances Sarah Elisabeth Stuart Black. Die Ehe blieb kinderlos und wurde 1989 geschieden. 1990 heiratete er in dritter Ehe Gillian Konig. Die Ehe blieb kinderlos und wurde 1994 geschieden.
Als er am 24. Januar 2011 ohne männlichen Nachkommen verstarb, erbte sein Neffe Miles John Glyn seinen Adelstitel als 8. Baron Wolverton.